# 카트레브라 전투
카트레브라 전투는 1815년 6월 16일 워털루 전투의 전초전으로 발생한 전투이다. 이 전투는 전략적 요충지인 카트레브라 일대에서 발생했으며, 아서 웰즐리의 영국 및 동맹국 부대와 미셸 네가 이끄는 보나파르트 나폴레옹의 북군 좌익 부대가 카트레 브라에서 맞붙었다. 아서 웰즐리가 진지를 고수했기 때문에 영국군의 전술적 승리였지만, 리니 전투에서 더 많은 프랑스군을 상대하고 있던 게프하르트 레베레히트 폰 블뤼허의 프로이센군을 지원하지 못했기 때문에 카트레브라 전투는 프랑스군의 전략적 승리였다.

## 서막
카트레브라 전투가 시작되기 이전부터, 대프랑스 동맹군 사령관들은 정보를 제공받았음에도 불구하고 나폴레옹의 계획은 초기에 성공했다. 워털루 전역 초기에 웰링턴 공작의 지시사항은 프랑스군으로부터 브뤼셀을 방어하는 것이었지만 나폴레옹의 군대가 어떤 경로로 올지 못했으며, 프랑스군이 벨기에 남서쪽의 몽스를 포위할 것이라는 잘못된 보고를 받기도 했다. 웰링턴 공작은 6월 15일 오후 3시에 오라녜공으로부터 첫 교전 보고를 받았으며, 몇 시간 뒤 프랑스군이 지에텐 백작이 이끄는 프로이센 제1군단과 샤를로이 인근에서 전투를 벌이고 있다는 소식도 들어왔다. 이 소식들을 듣고 웰링턴 공작은 처음에 내렸던 명령을 철회했지만, 프로이센군을 지원할 지에 대해서는 여전히 망설였다. 결국 영국군은 9시간 동안 아무런 행동을 취하지 못했으며, 이는 리니 전투에서 싸우고 있는 블뤼허를 지원하기에 너무 늦었다는 것을 의미했다. 웰링턴 공작은 그의 전 부대를 카트레브라로 이동하는 것을 망설였지만, 오라녜공이 이끄는 영국 주도 연합군의 제1군단은 웰링턴 공작의 명령을 무시하고 니벨 인근에 집결하기로 결정했다.

## 같이 보기
- 워털루 전역

## 참고 문헌
- Becke, Archibald Frank (1911), 〈Waterloo Campaign〉,   Chisholm, Hugh, 《브리태니커 백과사전》 28 11판, 케임브리지 대학교 출판부, 371–381쪽
- Blane, Colin (2000). “Battle lines drawn at Waterloo”. 《BBC News》. 2018년 10월 3일에 원본 문서에서 보존된 문서. 2021년 6월 10일에 확인함.
- Bodart, Gaston (1908). 《Militär-historisches Kriegs-Lexikon (1618-1905)》. 2021년 6월 10일에 확인함.
- Chesney, Charles Cornwallis (1874), 《Waterloo lectures: a study of the campaign of 1815》 3판, London: Longmans, Green, 2021년 6월 10일에 확인함
- Cornwell, Bernard (2015). 《Waterloo: The History of Four Days, Three Armies and Three Battles》. Lulu Press. ~230쪽. ISBN 978-1-312-92522-9.
- historischnieuwsblad (2015). “Willem II en de Slag bij Waterloo - 1815”. 2017년 8월 20일에 원본 문서에서 보존된 문서. 2021년 6월 10일에 확인함.
- Hofschröer, Peter (1999). 《1815: The Waterloo Campaign. The German Victory》 2. London: Greenhill Books. ISBN 978-1-85367-368-9.
- Hofschröer, Peter (2005). 《Waterloo 1815: Quatre Bras and Ligny》. London: Leo Cooper. ISBN 978-1-84415-168-4.
- Niderost, Eric (2006). 《Napoleonic Wars: Battle of Quatre Bras》. History Net.
- Oxford (2018), 〈Harris, James, first Earl of Malmesbury (1746–1820)〉, 《Oxford Dictionary of National Biography》, Oxford University Press, doi:10.1093/odnb/9780192683120.013.12394
- Siborne, William (1895), 《The Waterloo Campaign, 1815》 4판, Westminster: A. Constable, 2021년 6월 10일에 확인함
- Wit, Pierre de (2012), 〈The last Anglo-Netherlands-German reinforcements and the Anglo-Netherlands-German advance〉 (PDF), 《The campaign of 1815: a study》, Emmen, the Netherlands
- Elting, John (1997년 3월 22일), 《Swords around a throne》, Da Capo Press (1988에 출판됨), ISBN 978-0306807572

## 추가 자료
- Fletcher, Ian. 《Wellington, the British Army and the Waterloo Campaign》. Spellmount Publishers.
- Forbes, Archibald (1896). 〈The inner history of the Waterloo Campaign〉. 《Camps, Quarters, and Casual Places》. London: MacMillan & Company. 2021년 6월 10일에 확인함.
- fortunecity. “The Battle of Quatre Bras”. 2007년 10월 12일에 원본 문서에서 보존된 문서.
- Libert, Alfons. “The Battle of Quatre Bras”.
- Muilwijk, Erwin (2013). 《Quatre Bras, Perponcher's gamble》. Sovereign House Books. ISBN 978-90-819318-2-3. Gives a lot of information of the Netherlands troops that fought at Quatre-Bras, based on primary sources.
- Nyevelt. “Digitized diary of Chief-of-Staff Nyevelt”. 2016년 3월 3일에 원본 문서에서 보존된 문서. 2021년 6월 10일에 확인함.
- Robinson, Mike (2009). 《The battle of Quatre Bras》. The History Press. New topographical mapping and personal accounts